# Oculina varicosa
Oculina varicosa är en korallart som beskrevs av Charles Alexandre Lesueur 1821. Oculina varicosa ingår i släktet Oculina och familjen Oculinidae. IUCN kategoriserar arten globalt som sårbar. Inga underarter finns listade i Catalogue of Life.